# بيتر بلاكبيرن
بيتر بلاكبيرن (بالإنجليزية: Peter Blackburn) هو لاعب كرة الريشة أسترالي، ولد في 25 مارس 1968 في بالارات في أستراليا.

## وصلات خارجية
- بيتر بلاكبيرن على موقع BWF.tournamentsoftware.com (الإنجليزية)
- بيتر بلاكبيرن على موقع BWFbadminton.com (الإنجليزية)
- بيتر بلاكبيرن على موقع اللجنة الأولمبية الدولية (الإنجليزية)
- بيتر بلاكبيرن على موقع أوليمبيديا (الإنجليزية)
- بيتر بلاكبيرن على موقع اللجنة الأولمبية الأسترالية (الإنجليزية)
- بيتر بلاكبيرن على موقع اتحاد ألعاب الكومنولث (مؤرشف) (الإنجليزية)